# 科萨姆巴
科萨姆巴（Kosamba），是印度古吉拉特邦Surat县的一个城镇。总人口13548（2001年）。

## 人口
该地2001年总人口13548人，其中男性6968人，女性6580人；0—6岁人口1961人，其中男1034人，女927人；识字率67.29%，其中男性为73.16%，女性为61.08%。